# Lisa Murkowski
Elizabeth "Lisa" Ann Murkowski (Ketchikan, Alaska, 22 de mayo de 1957) es una política estadounidense, senadora por su estado natal desde 2002.

## Carrera
De origen polaco e irlandés, es hija del exgobernador Frank Murkowski. Tras haber sido elegida desde 1998 miembro de la Cámara de Representantes de Alaska, fue elegida en  2004 senadora por Alaska; escaño que había ostentado desde 2002, cuando fue designada por su propio padre y gobernador de ese estado para sucederle durante el resto de la legislatura en el puesto que él mismo había dejado vacante al ser elegido gobernador. 
Es la primera persona nacida en Alaska en ocupar un puesto en el Senado, así como la primera mujer en ser senadora por Alaska. En 2010 se convirtió también en la segunda persona elegida para el Senado como candidato independiente extraoficial (write-in candidate), cosa que sólo había conseguido anteriormente Strom Thurmond en 1954. Asistió a Universidad de Willamette, donde estudió Derecho. 
En 2010 fue derrotada en las elecciones primarias del Partido Republicano por Joe Miller, candidato apoyado por la exgobernadora Sarah Palin. Tras la derrota, Murkowski se presentó como candidato write-in, es decir un candidato no adscrito a ningún partido y cuyo nombre no figura impreso en las papeletas, debiendo ser los electores que deseen votarlo los que lo escriban personalmente. 
Celebradas las elecciones, y tras un laborioso recuento de dos semanas, Murkowski resultó victoriosa. Pero Miller no reconoció la derrota y emprendió una serie de acciones judiciales, que retrasaron la proclamación oficial de la victoria de Murkowski hasta el 31 de diciembre.
Se convirtió en presidenta del Comité de Energía y Recursos Naturales del Senado en enero de 2015. Aunque no niega la existencia del calentamiento global, en general se opone a las medidas para abordarlo, incluida la defensa de los intereses de las industrias del petróleo y el gas contra las regulaciones de la Agencia de Protección Ambiental.

## Vida personal
Actualmente reside en Anchorage, la ciudad más poblada de Alaska, junto a su marido Verne Martell y sus hijos Nicholas y Matthew.

## Historial electoral
En las elecciones para el senado de los Estados Unidos de 2004 logró el 49 por ciento de los votos, con lo que venció al demócrata Tony Knowles, quien obtuvo el 46 por ciento de ellos. 
Fue reelegida en las elecciones de 2010, cuando sacó el 39,06 por ciento de los votos, con lo que venció al también republicano Joe Miller (35,11 por ciento) y al demócrata Scott McAdams (23,21 por ciento).
Tras obtener por una amplía mayoría la nominación por el Partido Republicano, Murkowski fue de nuevo reelegida en las elecciones al Senado de 2016, obteniendo un 44,46 por ciento de los votos. Su principal rival fue de nuevo Joe Miller, que esta vez se presentaba por el Partido Libertario y obtuvo un 29,16% de sufragios. Se dio en esta elección la paradoja de que un candidato del Partido Libertario que había expresado su apoyo (personal) a Donald Trump se enfrentaba a una senadora en el cargo que había pedido públicamente a Trump que se retirase de la carrera presidencial.